# Saint-Martin-en-Campagne
Saint-Martin-en-Campagne är en kommun i departementet Seine-Maritime i regionen Normandie i norra Frankrike. Kommunen ligger i kantonen Envermeu som tillhör arrondissementet Dieppe. År 2018 hade Saint-Martin-en-Campagne 1 231 invånare.

## Befolkningsutveckling
Antalet invånare i kommunen Saint-Martin-en-Campagne
| Referens: INSEE |